# Lycostomus kabakovi
Lycostomus kabakovi is een keversoort uit de familie netschildkevers (Lycidae). De wetenschappelijke naam van de soort werd in 1993 gepubliceerd door Sergey Vasiljevich Kazantsev.